# Kramgoa låtar 9
Kramgoa låtar 9 - Hallå Västindien utkom 1981 och är ett studioalbum av det svenska dansbandet Vikingarna. Stora delar av albumet gjordes på video, som kring 1980 blivit ett allt populärare medium.
Albumet återutgavs 1988 och 1996  till CD.
Aftonbladets Michael Nystås utnämnde i december 1999 albumet till 1900-talet bästa dansbandsalbum. Albumet är även en av titlarna i boken Tusen svenska klassiker (2009).

## Låtlista

### Sida 1
1. Hallå Västindien
2. Jag ger dig min morgon (I Give You the Morning)
3. En fin gammal sång (Some Broken Hearts Never Mend)
4. Brusa högre lilla å (instrumental)
5. Hälften så kär
6. Det är du min vän
7. Sänd inga rosor

### Sida 2
1. Hallå godmorgon
2. Santa Maria
3. Det är en sång till dig
4. Sheriffens sång
5. My Way
6. Home on the Ranch (Home on the Range, instrumental)
7. Finns det nån som förstår (A Fool Such as I)

## Listplaceringar
| Lista (1981) | Topplacering |
| ------------ | ------------ |
| Sverige      | 5            |